# Eunidia ruficornis
Eunidia ruficornis är en skalbaggsart som beskrevs av Stefan von Breuning 1949. Eunidia ruficornis ingår i släktet Eunidia och familjen långhorningar.
Artens utbredningsområde är Kenya. Inga underarter finns listade i Catalogue of Life.